# Vikram (actor hindú)
Kennedy John Victor (17 de abril de 1966), más conocido por su nombre artístico Vikram, es un actor indio que trabaja principalmente en el cine tamil. Es uno de los actores más condecorados del cine tamil, con laureles que incluyen siete Filmfare Awards South, un National Film Award y un Tamil Nadu State Film Award. Entre sus otros logros se incluyen el Premio Kalaimamani del Gobierno de Tamil Nadu en 2004 y un doctorado honoris por parte de la Universidad Popular de Milán    en mayo de 2011. Vikram es el primer actor indio en recibir el Doctorado en la historia de las universidades europeas en actuación. Según las ganancias de las celebridades indias, Vikram se incluyó en la lista Forbes India Celebrity 100 para 2016 y 2018. 
Vikram debutó con la película romántica En Kadhal Kanmani (1990), seguida de su interpretación de un pícaro convertido en amante en la película trágica de Bala Sethu (1999) y luego apareció en películas exitosas como Dhill (2001), Gemini ( 2002), Dhool (2003), Saamy (2003), Anniyan (2005), Raavanan (2010), Deiva Thirumagal (2011) e Iru Mugan (2017). También obtuvo grandes elogios de la crítica por diversos papeles de personas desfavorecidas en Kasi (2001), Samurai (2002) y Pithamagan (2003); este último le valió el Premio Nacional de Cine al Mejor Actor .  Los estrenos más populares en taquilla de Vikram incluyen su thriller romántico I (2015) y los dramas históricos épicos Ponniyin Selvan: I (2022) y Ponniyin Selvan: II (2023).
Vikram ha estado involucrado en diversas causas sociales y en 2011 fue designado como Enviado Juvenil para el Programa de las Naciones Unidas para los Asentamientos Humanos. Además, ha servido como embajador de la marca Sanjeevani Trust y de Vidya Sudha, una escuela para niños especiales, donde estuvo activo durante la filmación de Deiva Thirumagal. También ha mantenido asociaciones a largo plazo con Kasi Eye Care y ha dirigido su propia organización benéfica a través de la Fundación Vikram. En 2016, produjo y dirigió el video del himno de ayuda contra las inundaciones, "Spirit of Chennai", en honor a los voluntarios de la ciudad después de las inundaciones en el sur de la India en 2015.

## Vida y familia
Vikram, nacido como Kennedy John Victor el 17 de abril de 1966, proviene de un trasfondo diverso, con un padre cristiano llamado John Victor, también conocido como Vinod Raj, quien era originario de Paramakudi y aspiraba a una carrera en el cine, aunque solo pudo conseguir papeles menores. Su madre, Rajeshwari, era una funcionaria del gobierno que alcanzó el rango de subcoleccionista. Rajeshwari procedía de una familia hindú con vínculos en la industria cinematográfica. Su hermano, Thiagarajan, es un director y actor bien establecido en la industria del cine tamil, y su hijo, Prashanth, es un actor reconocido, lo que hace que Vikram sea primo hermano de Prashanth, aunque esta relación nunca ha sido abiertamente reconocida por ambos. Vikram tiene dos hermanos menores: Arvind, quien hizo una aparición en la película tamil de bajo presupuesto "Eppo Kalyanam" en 2022,y su hermana, Anitha, quien es profesora.
El padre de Vikram, Vinod Raj, fue un actor que no alcanzó gran éxito en la industria del cine, limitándose a interpretar papeles secundarios en películas y series de televisión en tamil. Esta experiencia influyó en Vikram, quien decidió recibir formación en teatro y capacitarse en danza clásica y cinematográfica para asegurar su posición como actor principal.  Para distanciarse de su nombre original, Kennedy, que consideraba poco adecuado para un actor en la industria tamil, eligió adoptar un nombre artístico. Optó por Vikram, un nombre hindú que significa "hombre que hace grandes obras". En una entrevista, explicó que esta elección fue inspirada por una combinación de nombres significativos para él: "Vi" de Vinod, su padre, "K" de Kennedy, "Ra" de Rajeshwari, su madre, y "ram" de su signo zodiacal, Aries.
Vikram recibió su educación en la escuela Montfort, ubicada en Yercaud, un internado en una estación de montaña cercana a Salem, y se graduó en 1983. Durante su tiempo en la escuela, participó activamente en diversas actividades como kárate, equitación y natación, lo que le otorgó confianza desde una edad temprana. Además, formó parte del club de teatro de la escuela durante un largo período y desempeñó roles detrás del escenario antes de asumir el papel principal en una adaptación escolar de "El médico a pesar de sí mismo" de Molière, cuando el actor original quedó incapacitado por varicela. Aunque expresó su interés en ingresar al cine después de la escuela secundaria, su padre lo instó a continuar con sus estudios. Vikram finalmente se graduó en Literatura Inglesa en el Loyola College de Chennai y también realizó estudios de posgrado en un programa de MBA. Durante su tiempo en la universidad, participó activamente en el club de teatro, donde destacó en producciones como las adaptaciones de "El juicio del almirante Queeg" y "Comedia negra" de Peter Shaffer, ganando premios como Mejor Actor por sus actuaciones.
Sin embargo, su vida dio un giro dramático cuando sufrió un grave accidente de motocicleta. Después de ganar un premio al Mejor Actor en una función en el IIT Madras, fue atropellado por un camión, lo que resultó en una lesión grave en la pierna. Pasó tres años hospitalizado y se sometió a veintitrés cirugías para evitar la amputación de su pierna. A pesar de esta difícil situación, Vikram regresó a la universidad para completar su último año académico, obteniendo permiso para finalizar su tesis desde casa debido a su limitada movilidad, ya que solo podía caminar con la ayuda de muletas durante períodos cortos.

## Carrera de actuación

### 1988-1998

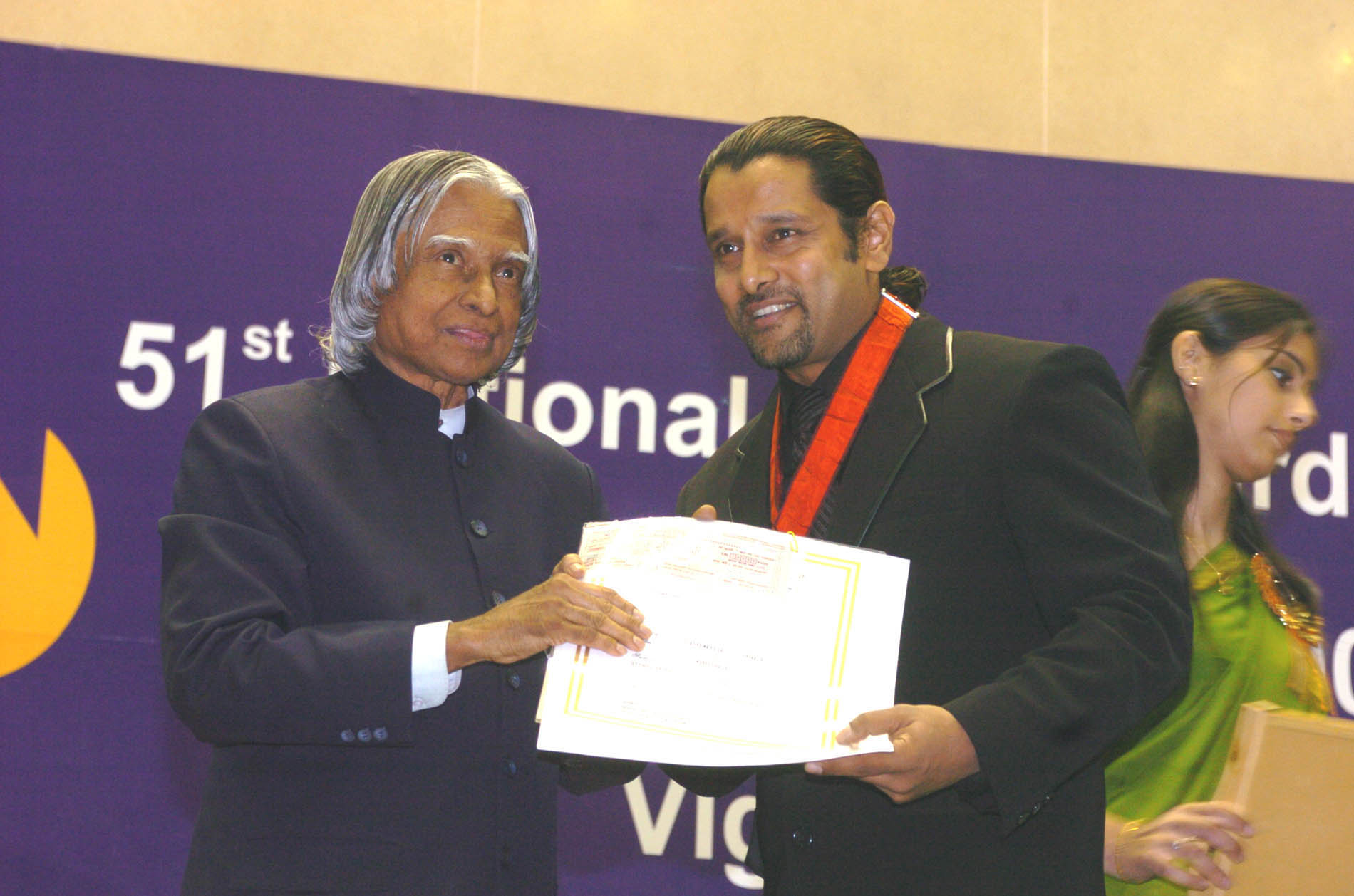
Vikram recibe el Premio Nacional de Cine a manos de APJ Abdul Kalam por su actuación en Pithamagan en 2005.

Vikram inició su carrera profesional modelando en anuncios publicitarios para marcas como Chola Tea, TVS Excel y relojes Alwyn. Además, participó en una serie de televisión de seis episodios titulada "Galatta Kudumbam", que se emitió entre noviembre y diciembre de 1988. Durante su último año en el programa de MBA en el Loyola College, captó la atención de la industria cinematográfica y el veterano director CV Sridhar lo contactó para ofrecerle un papel protagónico en una película.
Vikram hizo su debut en el cine en 1990 con "En Kadhal Kanmani", una película romántica de bajo presupuesto en la que actuó junto a Rekha Nambiar. Su siguiente película fue "Thanthu Vitten Ennai" de Sridhar, en la que compartió créditos con Rohini. Sin embargo, estas primeras películas no lograron impulsar su carrera como se esperaba. A pesar de esto, sus actuaciones en "Meera", dirigida por el reconocido director de fotografía PC Sriram, y "Kaaval Geetham", dirigida por otro veterano director, SP Muthuraman, le valieron ofertas en las industrias cinematográficas malayalam y telugu.
En 1993, estuvo a punto de firmar para aparecer en "Bombay" de Mani Ratnam y participó en la sesión fotográfica inicial junto a Manisha Koirala. Sin embargo, debido a que Mani Ratnam quería que Vikram se afeitara la barba para el papel y Vikram no pudo hacerlo debido a problemas de continuidad con otra película que ya había firmado, fue retirado del proyecto.
Entre 1993 y 1994, Vikram desempeñó papeles secundarios en varias películas. Participó en tres exitosas películas en malayalam, actuando junto a Mammootty, Suresh Gopi y Jayaram en la exitosa película de acción "Dhruvam" dirigida por Joshi. Luego, se asoció nuevamente con Gopi para "Mafia" de Shaji Kailas, que exploraba el inframundo criminal de Bangalore. Además, Joshi lo seleccionó junto a Mammootty para el drama de acción "Sainyam", donde interpretó el papel de un cadete aéreo.Durante este período, Vikram también incursionó en la industria cinematográfica telugu con la película de bajo presupuesto "Chirunavvula Varamistava", en la que desempeñó el papel principal, y como el hijo mayor de Akkineni Nageswara Rao en el drama familiar "Bangaru Kutumbam". Aunque ambas películas no le otorgaron un gran avance, la última fue un éxito en taquilla.
A pesar de su incursión en otros idiomas, su regreso breve a las películas tamil no fue exitoso. Su papel en la película multistar "Pudhiya Mannargal" dirigida por Vikraman, con música compuesta por AR Rahman, resultó ser un fracaso comercial.
Vikram participó en más películas en telugu y malayalam para mantenerse activo y generar ingresos, ya que no recibía ofertas en la industria cinematográfica tamil. Interpretó roles destacados en varias películas, incluyendo:
- En malayalam, protagonizó la película "Mayoora Nritam" dirigida por Vijayakrishnan, y también interpretó el papel de villano en "Street" junto a Babu Antony. Además, asumió papeles principales en las películas telugu de bajo presupuesto "Adalla Majaka" y "Akka" de Sriraj Ginne.
- Trabajó nuevamente con Mammootty en "Indraprastham" y con Suresh Gopi en "Rajaputhran". Además, tuvo su primer papel principal en una película en malayalam con "Itha Oru Snehagatha", donde actuó junto a Laila.[26]
- Vikram también firmó para protagonizar "Ullaasam", la primera producción cinematográfica en tamil de Amitabh Bachchan, que también contó con Ajith Kumar y Maheswari. Aunque la película generó expectativas antes de su estreno debido a su gran presupuesto, tuvo un desempeño promedio en taquilla.[27] Sin embargo, Vikram señaló que la película amplió su base de fanáticos femeninos debido a la suave personalidad de su personaje.[28]
- Posteriormente, apareció en el musical "Kangalin Vaarthaigal" de Ilaiyaraaja, que pasó desapercibido, antes de desempeñar un papel corto en la aclamada película "House Full" de Parthiban.

Durante su período de lucha, Vikram se dedicó al doblaje de voces para otros héroes en películas, prestando su voz a Prabhu Deva en "Kaadhalan", a Ajith Kumar en "Amaravathi" y a Abbas en "Kandukondain Kandukondain". Vikram ha expresado que no menospreciaba el trabajo de doblaje y lo consideraba una forma de dignidad en el trabajo.En ese momento, también se comprometió con clases de baile diarias y practicaba la representación de diversas escenas y personajes con un pequeño grupo de amigos. Decidió rechazar oportunidades para papeles secundarios en películas, con la firme intención de lograr el reconocimiento como actor principal. En particular, declinó el papel de la prometida de Swarnamalya en "Alaipayuthey" de Mani Ratnam.Además, rechazó propuestas de productores de series de televisión, argumentando que trabajar en televisión limitaría sus posibilidades de consolidarse como actor en el cine convencional. También declinó participar en eventos cinematográficos como bailarín de acompañamiento, mostrando su desinterés en viajar a Canadá para tales espectáculos, como reveló el actor Sriman.

### 1999-2001
En 1999, Vikram interpretó el papel principal en el drama romántico "Sethu", dirigido por el director debutante Bala. Para prepararse para el papel, también llamado Chiyaan, Vikram se afeitó la cabeza, perdió 21 kilogramos de peso y se dejó crecer las uñas. La producción de la película, que comenzó en abril de 1997, enfrentó numerosos desafíos debido a huelgas de la industria y falta de fondos. Durante este tiempo, Vikram rechazó otras ofertas para mantener la continuidad de su apariencia. Sin embargo, la película tuvo dificultades para encontrar un distribuidor debido a su trágico clímax, y permaneció inédita por un tiempo.Para Vikram, este período fue extremadamente difícil, tanto económicamente como emocionalmente. A pesar de las dificultades, rechazó la oportunidad de trabajar en tecnología y se mantuvo en la industria del cine, dirigiendo una serie titulada "Mounam Pesiyadhey", con Ameer como asistente de dirección. Finalmente, "Sethu" se estrenó en diciembre de 1999 y, aunque comenzó con un único espectáculo del mediodía en un teatro suburbano, gradualmente ganó audiencia a través del boca a boca. La película finalmente estuvo en cartelera durante más de 100 días en varios cines de Chennai.
La actuación de Vikram fue ampliamente elogiada por la crítica, siendo descrita como una "revelación". Se destacó su actuación natural y convincente, especialmente en las escenas finales. La película misma fue aclamada como una experiencia inolvidable, y la actuación de Vikram fue elogiada como digna de elogio. Por su interpretación en "Sethu", Vikram ganó varios premios especiales y recibió su primera nominación al Premio Filmfare al Mejor Actor - Tamil. Aunque se informó que perdió el Premio Nacional de Cine al Mejor Actor por un solo voto frente a Mohanlal. Después de Sethu, Vikram ha dicho que la película siempre estaría cerca de él independientemente de su éxito comercial y que lo puso en el "camino correcto", y Vikram optó por adaptar el prefijo de Chiyaan a su nombre de pantalla.
Después del lanzamiento de "Sethu", Vikram decidió tomarse un tiempo para asegurarse de que había tomado la decisión correcta en su carrera. Durante este período de 65 días, completó proyectos en los que ya había aceptado participar antes del éxito de "Sethu". Hizo algunas apariciones en películas como "Red Indians" y la película de terror "Indriyam", ambas en malayalam. Además, protagonizó "Siragugal", un telefilm en tamil producido y protagonizado por Radhika, que se filmó completamente en los suburbios de Londres. También completó dos películas en telugu durante este período: "9 Nelalu" y "Youth". "9 Nelalu" presentó a Vikram como el esposo del personaje interpretado por Soundarya, quien enfrenta los desafíos de ser madre sustituta. La película recibió críticas positivas, destacando la actuación controlada de Vikram. Debido a su creciente popularidad en el cine tamil, la película fue doblada al tamil poco después como "Kandaen Seethaiyai", con una pista de comedia insertada por el comediante Vivek. Su siguiente lanzamiento fue "Vinnukum Mannukum" de Rajakumaran, en el que actuó junto a Sarath Kumar, Khushbu y Devayani. La trama giraba en torno a un chico común que se enamora de una actriz. Sin embargo, Vikram expresó su disgusto por ser parte de esta película, afirmando que tuvo discusiones con el director en cada toma y que todo en la película, desde la primera toma, estaba mal. Como resultado, la película fue un fracaso comercial.
En su siguiente película, "Dhill", Vikram interpretó a Kanagavel, un aspirante a oficial de policía que se enfrenta a un policía corrupto. Para adecuarse al papel de un aspirante a oficial de policía, Vikram siguió una estricta dieta, consumiendo solo frutas y jugos para lucir esbelto. La película recibió críticas positivas, con un crítico de The Hindu destacando que "Vikram tiene la capacidad y el potencial" y que "Vikram ha demostrado una vez más que su éxito en Sethu no fue una casualidad".  "Dhill" se convirtió en el primer éxito de Vikram en el género masala y allanó el camino para más películas en este género. Su actuación como cantante folk ciego en "Kasi" dirigida por Vinayan le valió a Vikram su primer Premio Filmfare al Mejor Actor en tamil Para el papel, Vikram se expuso al sol en la terraza de su casa cerca de la playa en Chennai para lograr un aspecto bronceado por el sol. Además, mientras practicaba para representar a un personaje ciego, sufrió dolores de cabeza vertiginosos.Una vez más, la actuación de Vikram recibió elogios de la crítica, con un crítico describiéndola como "extraordinariamente detallada" y destacando que "como cantante ciego, provoca risas, lágrimas y un nudo en la garganta".

### 2002-2003
Al año siguiente, Vikram asumió el papel principal en "Gemini" de Saran, producida por AVM Productions, su primera incursión en una película de gran presupuesto en la industria cinematográfica tamil, donde interpretó a un alborotador local. La película de acción recibió críticas positivas, con un crítico destacando que Vikram "ofrece una actuación convincente", lo que resultó en un gran éxito en taquilla.
La banda sonora de la película, compuesta por Bharadwaj, ya había ganado popularidad antes de su lanzamiento, y Vikram también grabó una versión de la exitosa canción "O Podu!" para el álbum.
Su siguiente lanzamiento fue "Samurai" de Balaji Sakthivel, donde interpretó a una figura vigilante al estilo de Robin Hood que secuestra a políticos corruptos. Aunque Vikram había firmado para la película a principios de 2000, la producción enfrentó retrasos que resultaron en un lanzamiento dos años después. La película recibió críticas mixtas y tuvo una recaudación de taquilla promedio. Sin embargo, los críticos elogiaron el físico bien mantenido y los poderosos ojos de Vikram, y destacaron su actuación convincente como el principal aspecto positivo de la película.
Su último estreno del año fue "King" de Prabhu Solomon, una película dramática en la que Vikram interpretó a Raja, un mago que desconoce que le han diagnosticado esclerosis múltiple, mientras su familia intenta ocultarle la verdad. Aunque la película no tuvo una buena respuesta comercial, recibió críticas positivas de los críticos.

### 2003-2009
El éxito de "Dhill" dirigida por Dharani llevó al equipo de la película a colaborar en otra película de un género similar: "Dhool", que también contó con Jyothika, Reemma Sen y Vivek. En esta película, Vikram interpretó a Aarumugham, un aldeano que llega a la ciudad en busca de ayuda con respecto a una crisis de agua en su país, pero termina enfrentándose a los políticos corruptos detrás de la estafa del agua. Las críticas elogiaron la actuación de Vikram, destacando que "está en su apogeo" y se muestra tan cómodo en la comedia como en la acción, así como en las secuencias románticas y emocionales. La película fue un éxito de taquilla, marcando el quinto éxito de Vikram en dos años y medio, y un importante periódico indio lo describió como "el ídolo matinal de nuestros tiempos". Además, Vikram también apareció en la película romántica "Kadhal Sadugudu", con Priyanka Trivedi, que resultó ser un fracaso comercial y de crítica. Algunos críticos expresaron que deseaban que Vikram fuera más enérgico y dinámico en su actuación. Vikram mismo criticó el fracaso de la película, confesando que la historia sufrió muchos cambios después de la narración inicial, y lamentando que los productores lo llevaron por un camino equivocado.
Luego, K. Balachander contrató a Vikram para protagonizar la producción más importante de su productora en ese momento, la película masala "Saamy", dirigida por Hari. Vikram interpretó a Aarusaamy, un policía honesto que trabaja en Tirunelveli y resuelve los problemas comunales de la región con un enfoque realista. Para su papel en "Saamy", Vikram trabajó en su físico, luciendo una cintura más gruesa para mostrar notables diferencias con su personaje en otra película policial, "Dhill", e incluso ganó ocho kilogramos. La película tuvo un gran estreno, recaudando más de Rs. 70 millones en 10 días en Tamil Nadu, y tuvo la mayor apertura del nuevo milenio en Kerala. Los derechos de la nueva versión en telugu también se vendieron por un precio récord. Gracias a su exitoso estreno, la película demostró ser rentable tan solo 10 días después de su lanzamiento y se convirtió en un éxito de taquilla. La actuación de Vikram fue aclamada por la crítica, con un crítico de Sify afirmando que, aunque Vikram había "sucumbido a la trampa de la imagen de superestrella", sigue siendo el "pilar de la imagen".
Más tarde ese mismo año, protagonizó el drama criminal de Bala "Pithamagan", junto a Suriya, Sangeetha y Laila, interpretando el papel de Chitthan, un sepulturero con trastornos del espectro autista. En la película, Vikram no tuvo ningún diálogo y tuvo que depender completamente del lenguaje corporal y las expresiones faciales para transmitir sus sentimientos y pensamientos. Además, aplicó maquillaje al personaje para lograr una representación auténtica.
"Pithamagan" recibió críticas muy positivas tras su lanzamiento, con un crítico de The Hindu calificándola como una "sinfonía sobre celuloide" y señalando que sería un "hit en la carrera de Vikram", ya que logró dejar una marca en la mente del espectador con sus expresiones y su excelente lenguaje corporal. Su actuación en la película le valió el Premio Nacional de Cine al Mejor Actor, convirtiéndolo en el tercer actor tamil en ganar este prestigioso premio. Además, recibió dos nominaciones al premio Filmfare al Mejor Actor Tamil por sus actuaciones en "Saamy" y "Pithamagan", ganando su segundo premio en esta categoría por este último.
Su siguiente lanzamiento fue el drama de venganza "Arul", dirigido por Hari. Aunque la película recibió críticas mixtas a positivas, y sus recaudaciones en taquilla fueron moderadas.
Vikram firmó para protagonizar el thriller de acción "Anniyan", dirigido por el destacado director Shankar, en marzo de 2004. Para este proyecto, Vikram acordó un período de rodaje de 140 días, lo que se reveló como uno de los contratos más largos firmados por un actor en una película tamil. La trama de la película gira en torno a un personaje que sufre un trastorno de identidad disociativo, presentando tres personalidades distintas: un abogado manso, una modelo afable y un asesino en serie psicótico.
Antes de su lanzamiento, "Anniyan" fue promocionada como la película más cara del sur de la India, con un costo de 263.8 millones de rupias. La película se estrenó en toda la India con 400 copias y tuvo una "apertura extraordinaria", convirtiéndose en un éxito de taquilla que recaudó más de Rs. 1 mil millones a través de la versión original y dos versiones dobladas. La actuación de Vikram recibió elogios generalizados de la crítica, con un crítico de Sify citando que "Anniyan realmente pertenece a Vikram y la película es impensable sin él", además de afirmar que "es un papel que un actor menor podría haber reducido a una caricatura". En las ceremonias de premios del año siguiente, "Anniyan" recibió varios elogios, y Vikram ganó su tercer premio Filmfare al Mejor Actor Tamil por su destacada actuación en la película.

Vikram en 2005 en el set de filmación de Majaa.

Más adelante ese mismo año, Vikram firmó y completó la película de comedia de Shafi con Asin, "Majaa", en menos de cinco meses. En la película, que también presentaba a Pasupathy como su hermano, Vikram trabajó como asistente de dirección de Shafi. A pesar del esfuerzo y la participación de Vikram en la producción, "Majaa" enfrentó una mala respuesta en taquilla y obtuvo críticas promedio. Un crítico señaló que "seguramente encontrarás algo que falta" en la película.
Después, en octubre de 2005, Vikram se embarcó en "Bheema". Sin embargo, la película enfrentó graves retrasos y no se estrenó hasta enero de 2008. En ella, interpretó a Sekhar, quien idolatra al gángster encarnado por Prakash Raj. Vikram reveló que abordó el papel con la mentalidad de un actor, a pesar de que el guion estaba diseñado "para una estrella".
A pesar de críticas mixtas tras su estreno, los críticos elogiaron la actuación de Vikram. Uno de ellos afirmó que "Vikram da vida a la película", destacando su aspecto físico tonificado y su destacada interpretación. Sin embargo, otro crítico señaló que a medida que la narrativa avanzaba, Vikram parecía limitado en su actuación.
Su siguiente película, "Kanthaswamy", dirigida por Susi Ganesan y coprotagonizada por Shriya Saran, marcó la primera incursión del cine tamil en el género de superhéroes. Vikram interpretó a un justiciero vestido como un gallo antropomórfico y oficial del CBI. La película fue la más costosa de Vikram hasta entonces, superando incluso a "Anniyan", y se promocionó con un innovador tráiler previo al lanzamiento y escenas filmadas en Italia y México.
La recepción crítica fue mixta, con algunos elogiando la actuación de Vikram y la profundidad que aportó a sus personajes, mientras que otros criticaron la película por su falta de sustancia. A pesar de las críticas, "Kanthaswamy" tuvo un buen desempeño en taquilla, convirtiéndose en una de las películas más rentables del año y permaneciendo en cartelera durante más de cien días.